# 1935년 은행법

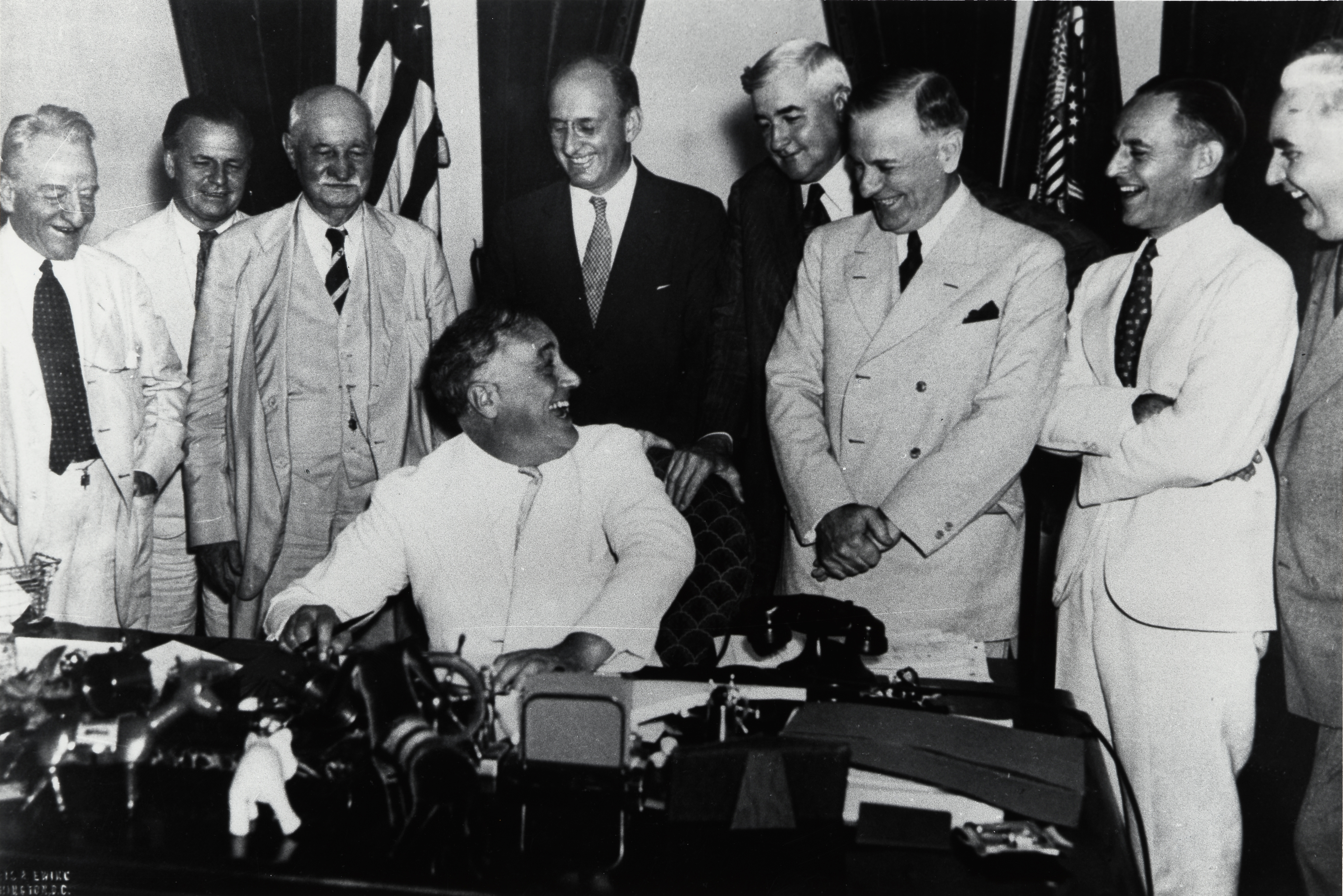
루스벨트가 1935년 은행법에 서명하는 모습

1935년 은행법(영어: Banking Act of 1935)은 1935년 8월 19일에 통과되었으며, 8월 23일 프랭클린 D. 루스벨트 대통령이 서명하여 법률로 제정되었다. 이 법은 1933년 은행법으로 시작된 연방준비제도의 구조와 권력 분배를 변경했다. 이 법은 세 개의 조항으로 구성되어 있다.

## 제1조
제1조는 미국 예금보험공사(FDIC)의 설립과 그 의무에 관한 1933년 법의 제12B조를 개정했다. FDIC 이사회는 통화감독관과 대통령이 지명하고 상원의 인준을 받은 두 명의 위원으로 구성된다. 그들은 6년 임기로 재직하며 연간 10,000달러의 급여를 받는다. 제1조는 또한 최대 예금보험액을 5,000달러로 설정했다.

### FDIC
1935년 법은 FDIC를 영구 기관으로 만들었으며 다음 조항을 포함했다.
- 모든 계좌는 5,000달러까지 보험에 가입된다. 당시 모든 예금의 98.5%가 5,000달러 한도 이하였다. 이는 1933년 법에 따른 초기 지침과는 극적인 변화였다.[3]
- FDIC의 초기 설립 당시 보험에 가입된 모든 은행은 새로운 영구 프로그램에 따라 여전히 보험에 가입되어 있다. 모든 연방준비제도 회원 은행은 FDIC에 참여해야 한다. 소규모 주 은행, 연방준비제도 회원이 아닌 국립 은행, 저축 및 대출 기관 및 기타 유사한 조직은 참여 요건이 달랐다.[3]
- FDIC에 참여하는 모든 은행은 예금(최대 5,000달러)이 FDIC에 의해 보험에 가입되어 있음을 광고하고 사업장에 표지판을 게시할 수 있었다.[3] 이 표지판은 현재도 지역 은행에 전시되어 있다.

## 제2조

### 이사회
제2조(법의 제203항)는 "연방준비이사회"의 명칭을 "연방준비제도 이사회"로 변경했다. 이사회는 대통령이 상원의 조언과 동의를 받아 선정한 7명의 위원으로 구성된다. 각 위원은 14년 임기로 이사회에서 봉사한다. 선정된 위원 중 한 명은 의장으로, 한 명은 부의장으로 선정되어 각각 4년간 해당 직책을 수행한다.

### 연방공개시장위원회
제2조는 또한 연방공개시장위원회(FOMC)를 설립한다. 이 위원회의 구성원은 연방준비제도 이사회의 위원들과 연방준비은행 5명의 대표를 포함한다. 위원회는 워싱턴 D.C.에서 분기별로 회의를 개최한다. FOMC는 연방준비은행이 공개시장 조작에 어떻게 그리고 언제 참여할지를 통제한다. 모든 그러한 결정은 FOMC를 통해 이루어진다.

### 회원 은행에 대한 대출
이 법은 각 연방준비은행이 회원 은행에 대출을 할 수 있는 능력을 갱신했다. 이 대출 금리는 연방준비제도의 현재 재할인율보다 0.5% 높아야 한다.

## 제3조
제3조는 은행 법률을 명확히 하는 46개 조항의 기술적 수정 사항을 포함했다. 여기에는 주식 소유권 규칙, 이중 책임 폐지, 잉여금 요건, 임원에 대한 대출 규칙, 지점 은행업 규칙, 증권 거래 규칙 및 주주의 권리가 포함되지만 이에 국한되지 않는다.

## 유래
몇 년 동안 연방준비법 개정에 대한 열망이 커져 왔다. 1934년 제이컵 바이너는 재무부 장관 헨리 모건소 주니어의 보좌관이었다. 바이너는 연방준비법을 업데이트하기 위해 필요한 변경 사항을 결정하는 위원회를 의장으로 맡았다. 매리너 스토다드 에클스는 1934년 11월 15일 연방준비이사회 의장이 되었다. 그는 바이너와 위원회가 제시한 형식적인 개혁안을 즉시 기각했다. 에클스는 새로운 법안의 두 가지 주요 목표가 "투기 통제"와 "고용 및 사업의 안정 촉진"이라고 주장했다. 이를 위해 에클스는 연방준비제도가 집중된 권력을 가진 중앙은행이 되기를 원했다.
에클스는 새로운 법안에 포함될 네 가지 핵심 사항을 제안했다.
1. 은행장들의 직책과 승인 절차 변경;[6]
2. 공개시장 조작을 통제하기 위해 이사회 구성원과 은행 이사들로 구성된 중앙 위원회 설립;[6]
3. 이사회가 지폐 사양을 통제하도록 배치;[6] 그리고
4. 부동산 대출에 대한 통제 완화.[6]

### 입법
1935년 2월 5일, 처음에는 "행정부 은행 법안"이라고 불린 이 법안은 하원 은행 및 통화 위원회에 제출되었다. 연방이 소유하고 운영하는 중앙은행에 대한 여러 계획을 포함하여 개혁에 대한 강력한 대중적 요구가 있었다. 이 법안은 하원을 매우 신속하게 (271대 110으로) 통과했으며 모든 주요 사항이 온전히 유지되었다.
상원에서 이 법안은 특히 카터 글래스로부터 더 강력한 비판에 직면했다. 주요 쟁점은 은행가들이 가장 많은 통제권을 가질 것인지, 아니면 정치인들이 가질 것인지였다. 결국 상원을 통과한 법안은 타협안이었다. 이 법은 1935년 8월 23일 프랭클린 D. 루스벨트에 의해 법률로 서명되었다.

## 같이 보기
- 시카고 계획